# Мана (японский музыкант)
Мана (яп. マナ) — японский музыкант и композитор, модельер, модель. Является одним из основателей группы Malice Mizer, после распада которой, в 2002 году, он организовал свой собственный сольный проект Moi dix Mois. Мана является одним из самых значимых лиц, а также одним из главных идеологов Visual kei.
Мана владеет многими инструментами. Из них наиболее активно используемые — электрогитара, ударные, синтезатор, фортепиано. Он известен в первую очередь как гитарист, но свою музыкальную карьеру начинал бас-гитаристом в панк-рок группе.
Стиль Маны менялся на раннем периоде развития группы Malice Mizer, но сейчас устоялся элегантный женский образ. Его одежда, сценический образ и почти вся музыка групп — все сделано им самим. Также Мана вполне успешный модельер. У него свой лейбл Moi-meme-Moitie, выпускающий одежду в стиле EGL.
С 2008 года является продюсером японской вокалистки и виолончелистки Канон Вакэсимы, для которой также пишет музыку и аранжировки.

## Личная жизнь
О личной жизни Маны известно немного. В частности, на публике Мана не говорит, предпочитая передавать свои слова на ухо вокалисту, который передаёт их журналистам. Точный год рождения Маны так же неизвестен. День рождения — 19 марта, также все концерты и релизы альбомов обычно происходят в марте. Настоящее имя Маны тоже неизвестно, и, хотя многочисленные слухи говорят о том, что его зовут Сато Манабу, официально это не подтверждено.
Название официального фан-клуба — Mon amour.